# Università di Cardiff

Logo dell'Università di Cardiff

L'Università di Cardiff (in inglese Cardiff University; in gallese Prifysgol Caerdydd) è un'università pubblica di ricerca che si trova a Cardiff, nel Galles.

## Storia
L'università fu fondata il 24 ottobre 1883 con il nome University College of South Wales and Monmouthshire.

## Struttura
L'università è composta da tre facoltà: 
- Arti, scienze umane e sociali
- Scienze biomediche e della vita
- Scienze fisiche e ingegneria

## Rettori
- Martin Evans[3] (dal 2012)